# Christian von Castelberg
Christian von Castelberg (* 27. Januar 1955 in Zürich) ist ein Schweizer Regisseur.

## Leben
Von 1976 bis 1981 studierte Christian von Castelberg Chemie an der ETH Zürich und beendete es mit dem Master of Science. Ab 1981 besuchte er Regie- und Drehbuchkurse an der Universität New York und hatte in der Zeit von 1982 bis 1987 ein Volontariat als Redakteur beim Schweizer Fernsehen. In dieser Zeit führte er bereits Regie bei Fernseh-, Werbe- und Unternehmensfilmen. 1988 bis 1989 folgte die Teilnahme an der Regieklasse mit Drehbuch- und Schauspielkursen am American Film Institute in Los Angeles. Mit der Inszenierung von Martin Suters Drehbuch zum Film Herrenboxer 1993 folgte sein erster Tatort.
Im Jahr 2010 nahm er einen Lehrauftrag an der Filmschule Konrad Wolf Babelsberg wahr.
Christian von Castelberg lebt in Zürich und Berlin.

## Filmografie
- 1994: Tatort: Herrenboxer (Fernsehreihe)
- 1996: Lautlose Schritte
- 1997: Die Chaos Queen
- 1999: Die Mörderin
- 1999: Nicht ohne meine Eltern
- 2000: Bella Block: Abschied im Licht (Fernsehreihe)
- 2000: Donna Leon – Vendetta (Fernsehreihe)
- 2000: Donna Leon – Venezianische Scharade
- 2001: Mein Vater und andere Betrüger
- 2002: Doppelter Einsatz: Einer stirbt immer (Fernsehreihe)
- 2004: Bella Block: Die Freiheit der Wölfe
- 2005: Polizeiruf 110: Vergewaltigt (Fernsehreihe)
- 2005: Bella Block: Das Glück der Anderen
- 2007: Bella Block: Blackout
- 2007: Bella Block: Weiße Nächte
- 2007: Die Weihnachtswette
- 2010: Spreewaldkrimi: Der Tote im Spreewald (Fernsehreihe)
- 2010: Sei, wie ich will (Kurzfilm)
- 2011: Polizeiruf 110: …und raus bist du!
- 2011: Polizeiruf 110: Einer trage des anderen Last
- 2012: Hunkeler und die Augen des Ödipus
- 2014: Die Toten von Hameln
- 2014: Der Bestatter – Todesspender
- 2014: Der Bestatter – Stierebluet
- 2014: Bella Block: Für immer und immer
- 2015: Polizeiruf 110: Sturm im Kopf
- 2016: Tatort: Dunkelfeld
- 2017: Polizeiruf 110: Angst heiligt die Mittel
- 2019: Tatort: Der gute Weg
- 2020: Polizeiruf 110: Söhne Rostocks

## Auszeichnungen
- 2012: Nominierung – Hamburger Krimipreis (Polizeiruf 110: Einer trage des Anderen Last für „Beste Regie“)
- 2012: Nominierung – Regiepreis des Bundesverbands der Film- und Fernsehregisseure (Polizeiruf 110: Einer trage des Anderen Last für „Beste Regie Fernsehfilm“)[3]
- 2006: Deutscher Fernsehkrimipreis (Bella Block: Das Glück der Anderen)
- 2005: Nominierung – Deutscher Fernsehpreis (Bella Block: Freiheit der Wölfe für „Beste Krimi-Reihe“)